# Premis Molière
Els premis Molière són uns guardons que reconeixen la qualitat del teatre i es consideren el màxim honor del teatre francès. Els premis són presentats i decidits per l'Associació professionnelle et artistique du théâtre (APAT) amb el suport del Ministeri de Cultura en una cerimònia anual, anomenada Nuit des Molières, a París.
El premi va ser creat per Georges Cravenne, que també va ser el creador dels premis César de cinema. El nom del premi és un homenatge al dramaturg francès del segle xvii Molière.